# قره‌دره (دیواندره)

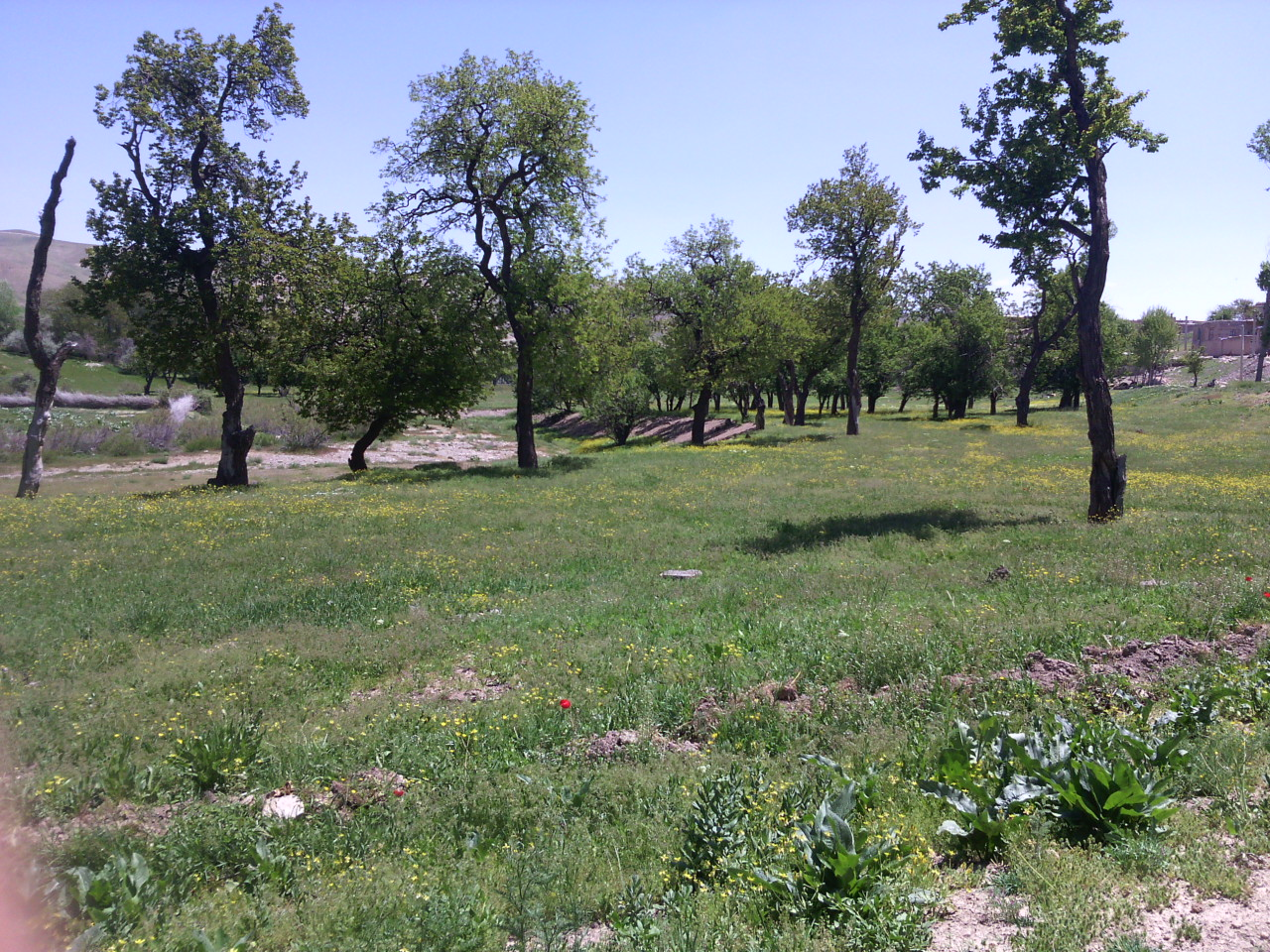
طبیعت زیبای روستای قره دره

روستای قره دره یکی از زیباترین روستاهای شهرستان دیواندره در استان کردستان است اما متأسفانه مورد بی لطفی مسئولان قرار گرفته‌است.
از مکان‌های دیدنی این روستا: سرنچک جو، آبشار زیبای قراوه ش، سی شوکره، مرقد پیرمکائیل، غار قاضی و … هستند.
روستاهای همجوار روستای قره دره عبارت اند از: قلعه روتله، قالوجه، تازه آباد و…
قره دره (دیواندره)، روستایی از توابع بخش مرکزی دیواندره شهرستان دیواندره در استان کردستان ایران است.

## جمعیت

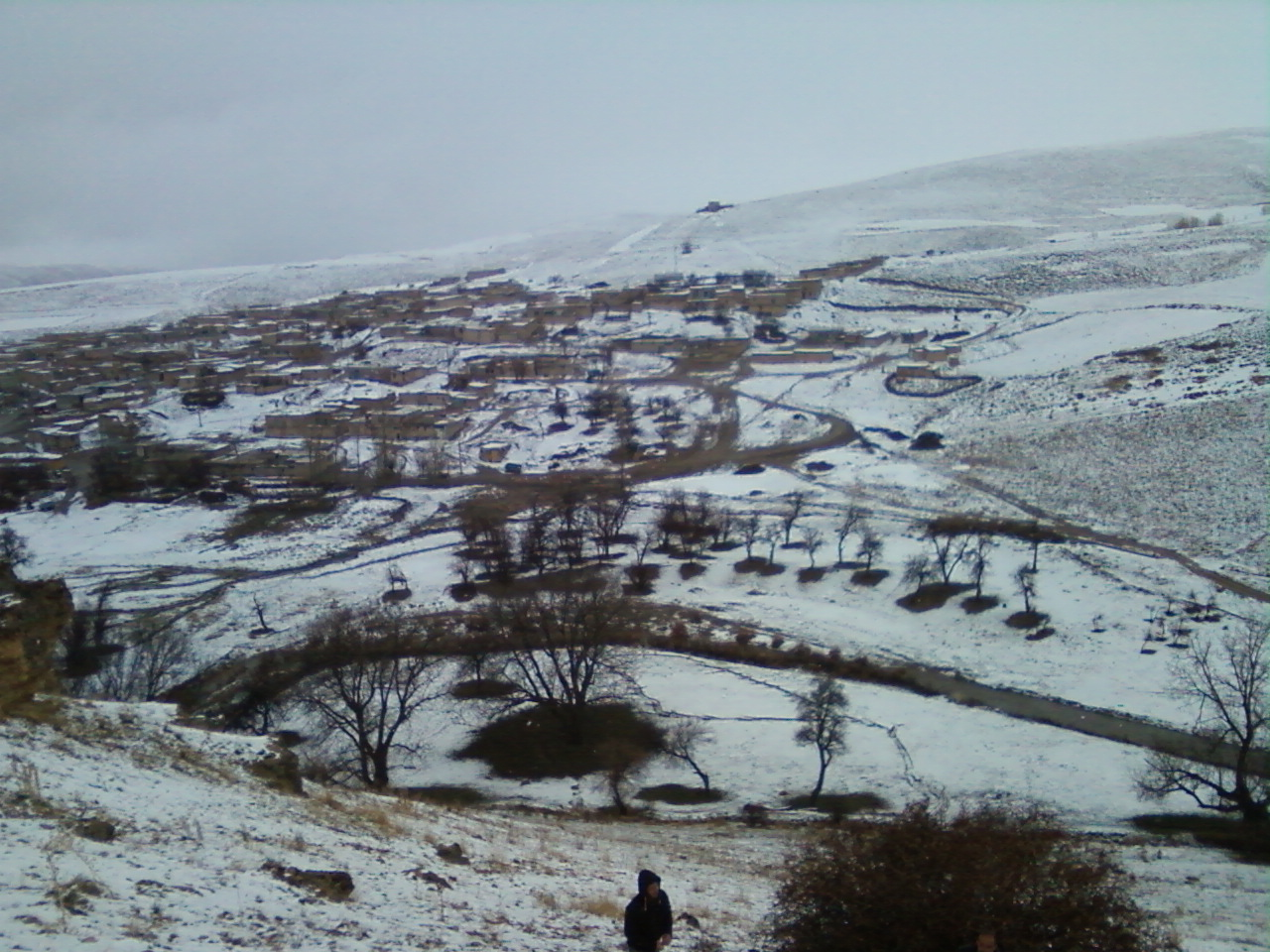
زمستان در روستای قره دره

این روستا در دهستان کانی شیرین قرار دارد و براساس سرشماری مرکز آمار ایران در سال ۱۳۸۵، جمعیت آن ۴۲۵ نفر (۸۴خانوار) بوده‌است.

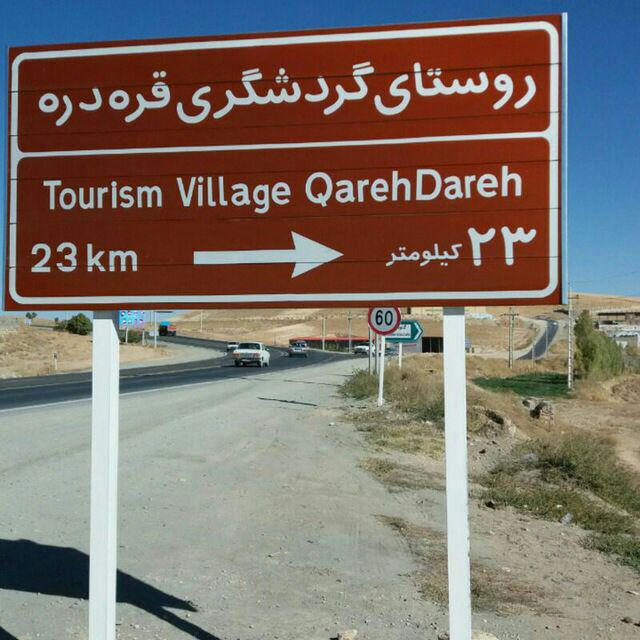
روستای قره دره به روستایی گردشگری تبدیل شد.

## منابع

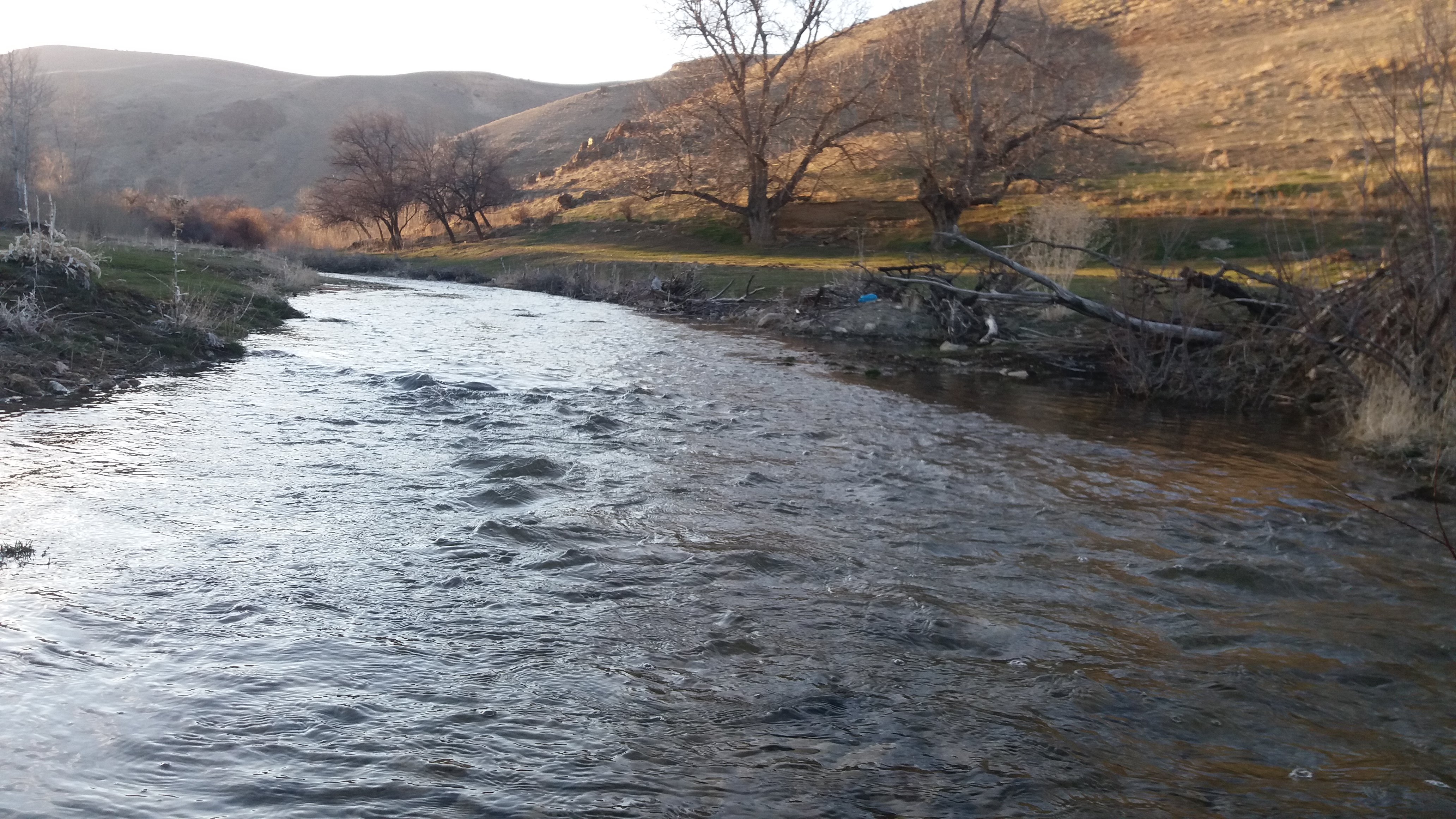
رودخانه فصلی روستای قره دره